# سيرك (ألبوم)
«سيرك» أو «سيركس» (بالإنجليزية: Circus) هو سادس ألبوم ستوديو للمغنية الأمريكية بريتني سبيرز, أصدرت تسجيلات جايف الألبوم في 2 ديسمبر 2008.
حاولت بريتني تغيير نمطها الموسيقي بعد ألبوم تعتيم, سجلت بريتني الألبوم في صيف 2008 بعد مكافحتها في مشاكلها الشخصية ووضعها تحت الوصاية القانونية في وقت سابق من عام , وتعاملت مع عدة منتجين جدد وعادت لتتعامل مع المنتج ماكس مارتن الذي أنتج أول ألبوماتها.
يغلب على الألبوم طابع البوب ومشتقاته من بوب راقص وبوب إلكتروني وغيرها. لاقى الألبوم نجاحاً عالمياً كبيراً بحصوله على أسطوانة بلاتينية في أميركا
تلقى الألبوم نقداً ايجابياً وأثنوا على إنتاج الألبوم, ولكن كانوا متناقضين حول المحتوى الكلامي. كان الألبوم #1 في قوائم البيلبورد بأمريكا لبيعه أكثر من 505,000 في أسبوعه الأول, ليكون ألبومها الخامس الذي يتصدر قوائم أمريكا. وتصدر أيضاً في تسع دول أخرى. تجاوزت مبيعات الألبوم  4.5 مليون نسخة و 15 مليون نسخة رقمياً. ألبوم سيرك هو ألبوم سبيرز الخامس الأفضل مبيعاً في مسيرتها بعد ألبومها الرابع «في المنطقة». تم الترويج للألبوم بعدة اطلالات تليفزيونية وعن طريق المباشرة بجولتها الخامسة «السيرك بطولة بريتني سبيرز».
أصدرت بريتني من الألبوم 4 أغاني منفردة, وأول أغنية «زير نساء» تصدرت قائمة البيلبورد بأمريكا, وسجلت كأكبر قفزة في ترتيب أغاني القائمة, حيث أصبحت #1 بعد أن كانت #96, وأصبحت أغنية سبيرز الأعلى مبيعاً في الولايات منذ أغنية «بيبي ون مور تايم». الأغنيتان «سيرك» و «اذا كنت تبحث عن ايمي» كانوا #3 و#19 في الولايات, وأصبح ألبوم سيرك هو ألبوم سبيرز الثاني الذي يملك أغنيتان ضمن توب 10 بأمريكا, و3 أغاني ضمن توب 20. وهو ألبومها الأول الذي يملك أغنيتان ضمن توب 5 في أمريكا و5 أغاني ضمن توب 100 أغنية.

## قائمة أغاني الألبوم
| #   | عنوان                                | المدة |
| --- | ------------------------------------ | ----- |
| 1.  | "زير نساء Womanizer"                 | 3:43  |
| 2.  | "سيرك Circus"                        | 3:12  |
| 3.  | "خروج من الأسفل Out from Under"      | 3:54  |
| 4.  | "قتل الأضواء Kill the Lights"        | 3:59  |
| 5.  | "زجاج متحطم Shattered Glass"         | 2:53  |
| 6.  | "إذا كنت تبحث عن آيمي If U Seek Amy" | 3:37  |
| 7.  | "أنت غير عادي Unusual You"           | 4:23  |
| 8.  | "غير واضح Blur"                      | 3:09  |
| 9.  | "مم بابي Mmm Papi"                   | 3:22  |
| 10. | "تمثال Mannequin"                    | 4:06  |
| 11. | "مشد وجلد Lace and Leather"          | 2:48  |
| 12. | "حبيبي My Baby"                      | 3:20  |
| 13. | "رادار Radar"                        | 3:49  |

## روابط خارجية
- سيرك على موقع ميتاكريتيك (الإنجليزية)
- سيرك على موقع أول موفي (الإنجليزية)